# بحر موصد

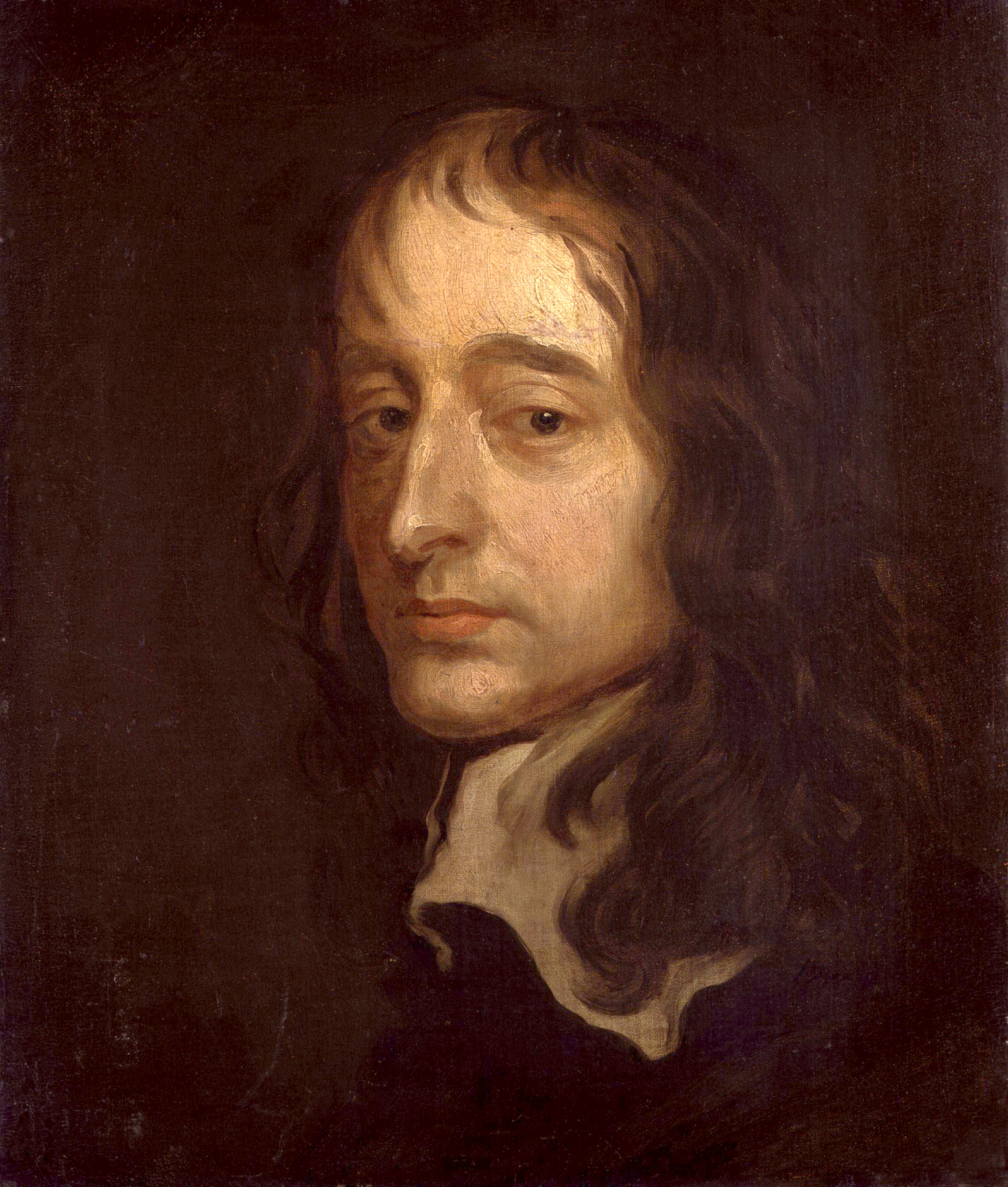
صورة جون سيلدن (١٦ ديسمبر ١٥٨٤ - ٣٠ نوفمبر ١٦٥٤) ، فقيه إنجليزي وعالم في قوانين ودستور إنجلترا القديم ، وفي القانون اليهودي.

البحر المُوْصَد هو مصطلح يستخدم في القانون الدولي للإشارة إلى بحر أو محيط أو أي مسطح مائي صالح للملاحة يخضع لسلطة دولة واحدة وهو موصد في وجه الدول الأخرى أو لا يمكن الوصول إليه من قبل الدول الأخرى. البحر الموصد هو على عكس البحر المُشْرَع الذي يعني البحر المفتوح للملاحة لسفن جميع الدول.